# Mortes de Nancy Spungen e Sid Vicious
As mortes de Nancy Spungen e Sid Vicious ocorreram, respectivamente, em 12 de outubro de 1978 e 2 de fevereiro de 1979. As mortes, principalmente a de Nancy, são alvo de numerosas hipóteses e teorias, com vários autores e cineastas especulando sobre o papel de Vicious na morte de Spungen, da possibilidade de ambos terem sido assassinados por outras pessoas ou dos dois terem cometido suicídio.

## Antecedentes
No começo de 1977, o músico britânico Sid Vicious, baixista da banda de punk rock Sex Pistols, começou uma relação amorosa com Nancy Spungen, uma groupie estadunidense. Spungen saiu de casa aos dezessete anos e começou a trabalhar como stripper e prostituta. Em 1977, mudou-se para Londres, onde se envolveu com vários músicos famosos como Jerry Nolan e integrantes de bandas como Aerosmith e Ramones. Em certo momento conheceu Johnny Rotten, que não mostrou interesse nela, mas a apresentou a Vicious e eles rapidamente começaram um romance. Ambos eram viciados em heroína, o que os levou ao isolamento social e alienação. Apesar das brigas constantes do casal, Spungen tornou-se a representante do artista após a separação dos Sex Pistols e organizou alguns shows. Porém as apresentações do baixista eram medíocres, devido a sua dependência em drogas. Ambos passavam a maior parte de seu tempo consumindo heroína, barbitúricos e morfina sintética no quarto número cem do Hotel Chelsea.

## Morte de Nancy Spungen
Na manhã de 12 de outubro de 1978, Spungen apareceu morta com uma facada no abdômen. Naquela manhã, ouviram-se “gemidos femininos” vindos do quarto do casal. Por volta das dez horas da manhã, o próprio namorado ligou para a recepção, pedindo ajuda. A equipe do hotel chegou para encontrar Nancy seminua no chão do banheiro, apunhalada no abdômen com uma faca. Ela sangrou até a morte. A faca utilizada supostamente pertencia ao músico. Esta era supostamente uma faca de caça "007" que ele havia comprado depois de ver Dee Dee Ramone dar uma para Stiv Bators dos Dead Boys, embora relatos conflitantes afirmem que a faca era uma Jaguar K-11 com lâmina de treze centímetros. Vicious afirmou que haviam consumido drogas e quando acordou a encontrou jogada no banheiro, vestida somente com sua roupa íntima. Ele disse ter havido uma briga com Spungen naquela noite, mas deu versões conflitantes do que aconteceu em seguida, dizendo: "Eu a esfaqueei, mas nunca pretendi matá-la", depois dizendo que ele não se lembrava, ou que em certo momento durante a discussão Spungen havia caído sob a faca. Ele foi preso e acusado de assassinato em segundo grau. Como Sid morreu de overdose antes do julgamento, o Departamento de Polícia de Nova Iorque encerrou o caso.

### Reações e teorias
Várias pessoas relacionadas ao músico questionaram se ele foi o autor do crime. Em uma entrevista da época, McLaren disse: "Não consigo acreditar que ele estava envolvido em algo assim. Sid pretendia casar-se com Nancy em Nova Iorque. Estavam muito unidos e mantinham uma relação muito apaixonada". Howie Pyro, músico e amigo do casal, disse em um documentário de 2009 que achava que Spungen havia se matado e que Vicious era inocente. "Para mim, ela fez isso sozinha porque é o que as pessoas gostam, como os adolescentes que se cortam". Pyro disse que achava que Spungen estava desesperada por atenção e se esfaqueou, pensando que seu namorado viria em seu socorro, mas ele estava muito drogado para fazê-lo. Outra teoria que se popularizou afirma que Spungen fora assassinada por alguém que não seu namorado, como um dos dois traficantes que visitaram o apartamento naquela noite, e que um possível roubo estava envolvido, como certos itens foram declarados ausentes da sala. Em seu livro Pretty Vacant: A History of Punk, Phil Strongman acusa o ator e comediante Rockets Redglare de tê-la matado. Ele entregou drogas no quarto do casal na noite do acontecimento. Ao longo de sua vida, Redglare, que morreu em 2001, negou firmemente qualquer envolvimento na morte de Spungen. Ele afirmou que o outro traficante, chamado "Michael", estivera lá naquela noite e saíra antes dele para obter mais heroína, devendo voltar depois de deixar o prédio. Ele acredita que "Michael" retornou, encontrou Vicious inconsciente, e tentou roubar as drogas restantes, levando-o a um confronto com Spungen. Alan G. Parker, jornalista e diretor do documentário Who Killed Nancy?, também sugeriu, segundo testemunhos, que o assassino pode ter sido alguém de nome Michael. "Não sabemos seu sobrenome, só sabemos que estava no meio [...] Estava exibindo muito dinheiro, e se gabava porque havia roubado o quarto e que Sid estava lá e que Nancy estava morta e tudo isso. Pessoas também o viram à noite e temos declarações de testemunhas. Ele foi visto no quarto, fora do quarto, em outro andar do Chelsea, gabando-se de ter recolhido todo aquele dinheiro, que ele mostrou envolto no laço de cabelo de Nancy". A teoria de que ela e seu namorado haviam feito um pacto de morte também é muito debatida (veja abaixo).

## Morte de Sid Vicious
Após a morte de Nancy, Sid foi preso provisoriamente. A sua fiança foi fixada no valor de cinquenta mil dólares. Ela foi paga pela Virgin Records a pedido de Malcolm McLaren, seu antigo empresário. Ele foi preso novamente em 9 de dezembro de 1978 por agredir um homem em um bar e enviado para a prisão de Rikers Island durante 55 dias para sua desintoxicação e acabar com seu vício. Após nova fiança, ele foi liberado em 1 de fevereiro de 1979.
Nesta mesma noite, se celebrou uma comemoração para festejar sua saída do cárcere na casa de sua nova namorada, Michelle Robinson, com a presença de Jerry Only, dos Misfits, e Howie Pyro. Nesse momento, o artista estava livre das drogas, graças ao programa de desintoxicação da prisão. Porém, durante a festa conseguiu um pouco de heroína com seu amigo, o fotógrafo Peter Kodick Gravelle, e pediu a Robinson que injetasse nele, mas ela se negou a fazer isto. De acordo com Gravelle, Robinson também deu a Vicious quatro quaaludes para ajudá-lo a dormir. Aproximadamente às 3h, o casal foi para a cama. Na manhã seguinte, sua mãe encontrou Vicious já morto, caído ao lado de uma seringa com heroína. Morreu antes de ser julgado, aos 21 anos de idade. A primeira hipótese foi a de suicídio, já que o músico já havia tentado suicidar-se. Porém, a autópsia concluiu que a morte fora acidental. Segundo o legista Michael Baden, a dosagem encontrada em seu corpo foi fatal pois ele perdera tolerância à droga por conta do programa de desintoxicação.
No livro Mate-me Por Favor de Legs McNeil e Gillian McCain, a fotógrafa e amiga do cantor, Eileen Polk, disse que nenhuma casa funerária de Nova Iorque estava disposta a realizar um enterro para o músico devido à sua reputação. Seu corpo acabou sendo cremado no Garden State Crematory, em Nova Jérsei. Ainda de acordo com Polk, Vicious teria declarado durante sua vida que queria ser enterrado com Nancy Spungen, que era judia e fora enterrada em um cemitério judaico na Pensilvânia. Sua mãe, Anne Beverley, viajou mais tarde para a casa da família de Spungen, na Filadélfia, e perguntou à Deborah Spungen se ela poderia espalhar as cinzas de seu filho sobre o túmulo de Nancy. Deborah negou o pedido. Polk disse que, apesar da recusa, Jerry Only levou Beverley, sua irmã e dois amigos de Vicious para o cemitério onde Spungen estava enterrada e espalhou as cinzas sobre o túmulo dela.

### Reações e teorias
Seus ex-companheiros se pronunciaram sobre o ocorrido. Steve Jones comentou brevemente: "Bem, pelo menos vamos vender alguns discos agora". Anos mais tarde, ele comentou: "Com a morte de Sid, ficou finalmente claro para todos — até para Malcolm — que a banda havia terminado". Lydon disse: "Pobre Sid. A única maneira que tinha de estar à altura do que queria que a gente pensasse dele era morrendo. Foi trágico, mas mais para Sid que para os demais. Realmente comprou sua imagem pública". Anos mais tarde, afirmou se sentir culpado pela morte de seu amigo. Ele disse se sentir mal por tê-lo adicionado à banda, pois isso mudou sua personalidade.
Há algumas teorias conspiratórias sobre a morte de Vicious. Pouco depois de sua morte, Anne Beverley alegou que ele e Spungen fizeram um pacto de suicídio e que a morte do músico não fora acidental. Beverley afirmou que depois que seu filho foi cremado, ela encontrou uma carta no bolso da sua jaqueta de couro. Dizia:
"Nós tínhamos um pacto de morte e eu tenho que cumprir minha parte do acordo. Por favor, me enterre ao lado de minha amada. Me enterre com minha jaqueta de couro, jeans e botas de motociclista. Adeus".
Uma semana após sua prisão, Vicious tentou cometer suicídio cortando seus pulsos. Segundo uma testemunha, ele teria dito: "Quero me juntar a Nancy e manter minha parte do pacto", o que corrobora com a hipótese do pacto.
Outra teoria que se popularizou é a de que Anne tenha sido responsável pela overdose de heroína que levou à morte de seu filho. Peter Gravelle, fotógrafo e amigo dos Sex Pistols, afirmou em seu livro, The Death of Photography, que a dose fatal de heroína que o matou foi dada a ele pela sua própria mãe. Teddie Dahlin, uma ex-namorada do baixista, estava na festa dada na noite da morte do músico e conta que haviam drogas circulando entre os convidados, mas que "o resto da heroína foi entregue a Anne, de modo que Sid não usasse mais". O documentário canadense Final 24 alegou que Beverley havia matado seu filho para impedi-lo de ir para a prisão novamente e contou com uma entrevista com Alan Parker, que diz no filme que Anne confessou o assassinato em seu leito de morte. Entretanto esta suposta confissão ainda gera dúvidas.
Uma outra hipótese levantada por Parker afirma que, assim como na sua teoria sobre a morte de Spungen, fora o comediante Rockets Redglare quem forneceu uma dose de heroína com outras substâncias a Vicious. O comediante também entregou drogas na festa dada no dia anterior à morte do músico. Segundo a teoria, Redglare queria matar Sid para que este não desse informações comprometedoras sobre ele.

## Na cultura popular
Em 1982, a banda The Exploited incluiu a canção "Sid Vicious Was Innocent" ("Sid Vicious Era Inocente") em seu álbum Troops of Tomorrow. Em 1986, os Ramones lançaram "Love Kills" em seu álbum Animal Boy como tributo para Sid e Nancy. Da mesma forma, a banda Foster the People lançou "Loyal Like Sid & Nancy" como single de seu álbum Sacred Hearts Club, de 2017.
Em 1986 estreou a cinebiografia Sid and Nancy, dirigida por Alex Cox, onde o casal foi interpretado por Gary Oldman e Chloe Webb. O filme retrata a sua vida e seu relacionamento dos dois, com foco no músico. O desempenho de Oldman foi elogiado pela revista Uncut como uma "leitura extremamente simpática da figura do punk como uma criança perdida e desnorteada". A interpretação de Oldman ficou em 62º lugar na lista das "100 Maiores Performances de Todos os Tempos" da revista Premiere. Em 2003, a revista Rolling Stone classificou Sid and Nancy como o terceiro melhor filme de rock de todos os tempos, e em 2014, a ShortList a classificou como a nona maior cinebiografia musical de todos os tempos. Apesar de não ter sido um sucesso de bilheteria, tendo gerado 2.826.523 de dólares nos Estados Unidos com um orçamento de quatro milhões, Sid and Nancy se tornou um clássico cult. O website Yahoo! o descreveu como um "clássico cult, comovente e intransigente". O final do filme mostra Sid esfaqueando Nancy, apesar de não ficar claro se fora intencional ou não.
No episódio "Love, Springfieldian Style", da série de televisão Os Simpsons, há uma referência ao romance entre Sid e Nancy, com o casal sendo representado por Nelson Muntz e Lisa Simpson. O casal também é referenciado no livro Chelsea Horror Hotel, de Dee Dee Ramone. Nele, Ramone se muda para o Hotel Chelsea e começa a ter pesadelos que indicam que o quarto onde ele está foi o mesmo onde Spungen morrera. Ela e Vicious aparecem como fantasmas durante o resto da história. Os dois também são referenciados no filme Napoleon, de 1995, com dois filhotes de dingo recebendo seus nomes.